# Регесбостел
Регесбостел (њем. Regesbostel) општина је у њемачкој савезној држави Доња Саксонија. Једно је од 42 општинска средишта округа Харбург. Према процјени из 2010. у општини је живјело 1.096 становника. Посједује регионалну шифру (AGS) 3353028.

## Географски и демографски подаци
Регесбостел се налази у савезној држави Доња Саксонија у округу Харбург. Општина се налази на надморској висини од 34 метра. Површина општине износи 16,3 km². У самом мјесту је, према процјени из 2010. године, живјело 1.096 становника. Просјечна густина становништва износи 67 становника/km².